# Bôłt Records
Bôłt Records – polska wytwórnia muzyczna, założona w 2008. Specjalizuje się w muzyce współczesnej i eksperymentalnej.
Założycielem Bôłt Records i jej kuratorem jest krytyk muzyczny Michał Mendyk, a prowadzi ją Fundacja Automatophone.
Celem działania wytwórni jest promocja twórców muzyki współczesnej, eksperymentalnej i improwizowanej, głównie z Europy Wschodniej.
Wytwórnia prowadzi kilka serii wydawniczych. Należą do nich m.in.:
- New Music In Eastern Europe - seria główna, poświęcona głównie twórczości kompozytorów z takich krajów jak Polska, Litwa czy Rumunia. Są w niej wydawani współcześni twórcy, tacy jak Arturas Bumšteinas(inne języki), Katarzyna Głowicka, ale również zapomniani klasycy XX wieku, np. Octavian Nemescu(inne języki) i Corneliu Dan Georgescu(inne języki).
- Polish Radio Experimental Studio - seria dokumentująca nagrania Studia Eksperymentalnego Polskiego Radia. W ramach serii wydawane są m.in. archiwalne nagrania Eugeniusza Rudnika, Bohdana Mazurka, Arne Nordheima, Bogusława Schaeffera oraz Krzysztofa Knittla, jak również reinterpretacje ich utworów, wykonywane przez współczesnych muzyków[4][5].
- Polish Oldschool - seria przypominająca tzw. polską szkołę kompozytorską z lat 60. i 70. XX wieku. Nieoficjalnym patronem serii jest Tomasz Sikorski.
- Populista - seria z reinterpretacją klasyki, np. Winterreise Franza Schuberta[6].
- -... --- .-..- -  - seria ze słuchowiskami radiowymi, która stanowi „próbę zgłębienia komunikacyjnego wymiaru werbalnych i pozawerbalnych fenomenów dźwiękowych”[3], m.in. „Białoszewski do słuchu”, albo „Pasażerka” Zofii Posmysz[7].
- Extras - seria zbierające „fonograficzne efekty uboczne” działań kuratorskich Bôłt Records[3].
- Kikazaru Pleasures - nagrania „wolne od intelektualnych pretensji i rewizjonistycznych aspiracji cechujących większość pozostałych publikacji Bôłt Records”[3].